# Mistrzostwa Ibero-Amerykańskie w Lekkoatletyce 1996
7. Mistrzostwa Ibero-Amerykańskie w Lekkoatletyce – zawody lekkoatletyczne rozegrane w dniach 9–11 maja 1996 w kolumbijskim mieście Medellín na Estadio Alfonso Galvis.
W mistrzostwach wzięło udział 352 lekkoatletów z 19 państw hiszpańsko- bądź portugalskojęzycznych.

## Rezultaty

### Mężczyźni
| Konkurencja:               | 1. miejsce                                                                            | Rezultat  | 2. miejsce                                                                           | Rezultat  | 3. miejsce                                                                       | Rezultat  |
| 100 metrów                 | Sebastián Keitel                                                                      | 10,13     | Arnaldo da Silva                                                                     | 10,17     | Marcelo da Silva                                                                 | 10,37     |
| 200 metrów                 | Sebastián Keitel                                                                      | 20,53     | Marcelo da Silva                                                                     | 20,71     | Misael Ortiz                                                                     | 21,15     |
| 400 metrów                 | Sanderlei Parrela                                                                     | 45,57     | Inaldo de Sena                                                                       | 45,88     | Jorge Crusellas                                                                  | 46,25     |
| 800 metrów                 | Norberto Téllez                                                                       | 1:45,83   | Flavio Godoy                                                                         | 1:47,11   | Marc Olivo                                                                       | 1:47,67   |
| 1500 metrów                | Edgar de Oliveira                                                                     | 3:43,00   | José Valente                                                                         | 3:43,81   | Gilberto Merchant                                                                | 3:34,11   |
| 5000 metrów                | William Roldán                                                                        | 14:16,20  | Herder Vásquez                                                                       | 14:18,88  | Gerardo Morales                                                                  | 14:19,87  |
| 10 000 metrów              | Herder Vásquez                                                                        | 30:08,35  | Jacinto López                                                                        | 30:09,76  | Gerardo Morales                                                                  | 30:13,28  |
| 3000 metrów z przeszkodami | Clodoaldo do Carmo                                                                    | 8:47,18   | Héctor Arias                                                                         | 8:54,64   | Eduardo do Nascimiento                                                           | 8:57,46   |
| 110 metrów ppł             | Anier García                                                                          | 13,39     | Pedro Chiamulera                                                                     | 13,58     | Alexis Sánchez                                                                   | 13,89     |
| 400 metrów ppł             | Alexis Sánchez                                                                        | 49,22     | Carlos Silva                                                                         | 49,33     | Domingo Cordero                                                                  | 49,64     |
| Sztafeta 4 × 100 metrów    | Meksyk · Carlos Villaseñor · Alejandro Cárdenas · Raymundo Escalante · Miguel Miranda | 39,60     | Portoryko · Carlos Santos · Agner Muñoz · Rosendo Rivera · Domingo Cordero           | 39,93     | Argentyna · Jorge Polanco · Guillermo Cacián · Ceferino Mondino · Carlos Gats    | 40,33     |
| Sztafeta 4 × 400 metrów    | Kuba · Omar Meña · Jorge Crusellas · Georkis Vera · Norberto Téllez                   | 3:03,98   | Brazylia · Valdinei da Silva · Sanderlei Parrela · Osmar dos Santos · Inaldo de Sena | 3:04,28   | Kolumbia · Julio César Rojas · Llimi Rivas · Wenceslao Ferrín · Wilson Cañizales | 3:07,13   |
| Chód na 20 kilometrów      | Miguel Rodríguez                                                                      | 1:25:36   | Germán Sánchez                                                                       | 1:26:30   | Héctor Moreno                                                                    | 1:26:54   |
| Skok wzwyż                 | Javier Sotomayor                                                                      | 2,30      | Gilmar Mayo                                                                          | 2,23      | Julio Luciano Marcos dos Santos                                                  | 2,10      |
| Skok o tyczce              | Alberto Manzano                                                                       | 5,55      | Edgar Díaz                                                                           | 5,50      | Juan Saldarriaga                                                                 | 5,00      |
| Skok w dal                 | Nelson Ferreira                                                                       | 8,41      | Jaime Jefferson                                                                      | 8,28      | Carlos Calado                                                                    | 8,06      |
| Trójskok                   | Messias José Baptista                                                                 | 16,99     | Carlos Calado                                                                        | 16,82     | Osiris Mora                                                                      | 16,45     |
| Pchnięcie kulą             | Gert Weil                                                                             | 19,67     | Yoger Medina                                                                         | 18,10     | Edson Miguel                                                                     | 17,21     |
| Rzut dyskiem               | Frank Vicet                                                                           | 58,12     | João dos Santos                                                                      | 55,32     | Marcelo Pugliese                                                                 | 54,32     |
| Rzut młotem                | Alberto Sánchez                                                                       | 73,62     | Yosvany Suárez                                                                       | 70,54     | Vitor da Costa                                                                   | 69,84     |
| Rzut oszczepem             | Isbel Luaces                                                                          | 78,74     | Rodrigo Zelaya                                                                       | 74,22     | Édgar Baumann                                                                    | 73,94     |
| Dziesięciobój              | Yonelvis Águila                                                                       | 7705 pkt. | Alejandro Cárdenas                                                                   | 7614 pkt. | William Gallardo                                                                 | 7544 pkt. |

### Kobiety
| Konkurencja:            | 1. miejsce                                                                         | Rezultat  | 2. miejsce | Rezultat  | 3. miejsce                                                                                    | Rezultat  |
| 100 metrów              | Cleide Amaral                                                                      | 11,48     | Sandra Borrero | 11,50     | Idalia Hechavarría                                                                            | 11,54     |
| 200 metrów              | Felipa Palacios                                                                    | 22,93     | Idalmis Bonne | 23,07     | Surella Morales                                                                               | 23,11     |
| 400 metrów              | Julia Duporty                                                                      | 50,84     | Ximena Restrepo | 50,87     | Maria Magnólia Figueiredo                                                                     | 51,36     |
| 800 metrów              | Ana Fidelia Quirot                                                                 | 2:02,50   | Mairelín Fuentes | 2:04,77   | Marta Orellana                                                                                | 2:04,81   |
| 1500 metrów             | Marta Orellana                                                                     | 4:20,99   | Yesenia Centeno | 4:22,40   | Cekia dos Santos                                                                              | 4:55,98   |
| 5000 metrów             | Erika Olivera                                                                      | 16:26,13  | Stella Castro | 16:35,34  | Iglandini González                                                                            | 16:37,97  |
| 10 000 m                | Stella Castro                                                                      | 34:28,74  | Santa Velázquez | 34:29,95  | Erika Olivera                                                                                 | 34:41,75  |
| 100 metrów ppł          | Joyce Meléndez                                                                     | 13,40     | Damarys Anderson | 13,54     | Katia Brito                                                                                   | 13,57     |
| 400 metrów ppł          | Lency Montelier                                                                    | 57,84     | Odalys Hernández | 57,96     | Flor Robledo                                                                                  | 58,19     |
| Sztafeta 4 × 100 metrów | Kuba · Idalia Hechavarría · Damarys Anderson · Dainelki Pérez · Liliana Allen      | 44,11     | Kolumbia · Mirtha Brockl · Felipa Palacios · Patricia Rodríguez · Sandra Borrero                                        | 44,17     | Brazylia · Cleide Amaral · Maria Magnólia Figueiredo · Lucimar de Moura · Kátia Regina Santos | 44,59     |
| Sztafeta 4 × 400 metrów | Kolumbia · Patricia Rodríguez · Norfalia Carabalí · Flor Robledo · Ximena Restrepo | 3:33,69   | Brazylia · Maria Magnólia Figueiredo · Fátima Aparecida dos Santos · Marlene Moreira da Silva · Luciana de Paula Mendes | 3:34,34   | Meksyk · Ana Guevara · Alejandra Quintanar · Claudia Moctezuma · Mayra González               | 3:38,48   |
| Chód na 10 000 metrów   | Gianetti Bonfim                                                                    | 48:15,47  | Abigail Saenz | 48:38,04  | Geovana Irusta                                                                                | 48:56,22  |
| Skok wzwyż              | Orlane dos Santos                                                                  | 1,86      | Niurka Lussón | 1,83      | Juana Arrendel Alejandra García                                                               | 1,83      |
| Skok w dal              | Lisset Cuza                                                                        | 6,57      | Maurren Maggi | 6,26      | Luciana dos Santos                                                                            | 6,24      |
| Trójskok                | Yamilé Aldama                                                                      | 14,39     | Magdelín Martínez | 14,17     | Maria de Souza                                                                                | 13,49     |
| Pchnięcie kulą          | Herminia Fernández                                                                 | 18,05     | Elisângela Adriano | 17,90     | Alexandra Amaro                                                                               | 15,60     |
| Rzut dyskiem            | Olga Gómez                                                                         | 58,48     | Elisângela Adriano | 57,10     | Marlene Sánchez                                                                               | 55,50     |
| Rzut młotem             | María Villamizar                                                                   | 57,76     | Norbi Balantén | 53,80     | Amarilis Mesa                                                                                 | 52,50     |
| Rzut oszczepem          | Sonia Bisset                                                                       | 64,54     | Odeyme Palma | 63,32     | Zuleima Araméndiz                                                                             | 56,24     |
| Siedmiobój              | Orisis Pedroso                                                                     | 5715 pkt. | Euzinete Reis | 5495 pkt. | Zorobabelia Córdoba                                                                           | 5165 pkt. |

## Tabela medalowa
| Miejsce | Kraj       | Złoto | Srebro | Brąz | Razem |
| 1       | Kuba       | 20    | 11     | 10   | 41    |
| 2       | Brazylia   | 8     | 13     | 10   | 31    |
| 3       | Kolumbia   | 6     | 7      | 7    | 20    |
| 4       | Chile      | 4     | 1      | 1    | 6     |
| 5       | Meksyk     | 2     | 5      | 4    | 11    |
| 6       | Portoryko  | 1     | 2      | 1    | 4     |
| 7       | Argentyna  | 1     | 0      | 4    | 5     |
| 8       | Portugalia | 0     | 2      | 2    | 4     |
| 9       | Wenezuela  | 0     | 1      | 1    | 2     |
| 10      | Dominikana | 0     | 0      | 2    | 2     |
| 11      | Boliwia    | 0     | 0      | 1    | 1     |
| 11      | Paragwaj   | 0     | 0      | 1    | 1     |